# 口腔輔音
口腔輔音是輔音的一種類型。特徵是氣流是自肺部由口腔流出，與氣流由鼻腔流出的鼻音相對。在發出一個口腔輔音時，整個口腔會控制氣流的通道，並利用舌頭和嘴唇的壓縮和擴大來改變聲音的波形，以做出不一樣的輔音。同時，聲帶和肺也通過控制聲音的音量（振幅）和音調（頻率）來產生語音。聲帶的震動與否也會造成這個輔音是清音或濁音。
絕大多數的輔音都是口腔輔音，例如[p], [w], [v]和[x]。與其相對應的則是鼻音，例如[m]和[ɲ]。